# Мгинская улица (Санкт-Петербург)
Мги́нская улица — улица в Фрунзенском районе Санкт-Петербурга. Проходит от Волковского проспекта до улицы Самойловой.

## История
Первоначальное название Новая улица известно с 1933 года. Современное наименование Мгинская улица дано 10 июля 1950 года по посёлку Мга Ленинградской области, в память о боях в этом районе в годы Великой Отечественной войны.

## Достопримечательности
- Волковское лютеранское кладбище
- наркологический центр